# Erik "Äcke" Olsson

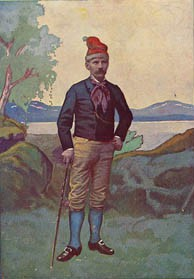
"Äcke" i jämtsk folkdräkt 1888.

Erik "Äcke" Olsson, född 18 februari 1860 i byn Ocke i Mörsil, död 30 juni 1916 i Kövra i Myssjö i Jämtland, var en folkskollärare, författare och poet. 

## Biografi
Erik Olsson utbildade sig till folkskollärare på folkskollärarseminariet i Härnösand och fick tjänst i Mattmar 1884, där han verkade som lärare i 25 år, och från 1909 i Myssjö. Äcke Olsson (Äcke eller Ecke är ett smeknamn för Erik) 
var en pionjär för skriven jämtska (jamska). Med utgivningen av skriftsamlingen Gott humör under åren 1888–1899 kan han sägas ha lagt grunden för jämtskan som skriftspråk, även om försök gjorts tidigare i tidningsartiklar från och med mitten av 1800-talet. Samlingen av hans ofta humoristiska dikter och prosa fick sitt namn på grund av att han ansåg att just gott humör var ett grunddrag i jämtens karaktär.
"Äcke" var en stor upptecknare av den jämtländska folkmusiken, och han upptecknade omkring fyrahundra melodier.  
Han ledde även sångkörer samt tonsatte sina egna dikter, och författaren Per Nilsson-Tannér gav honom epitetet "den jämtländska bondebefolkningens Bellman". Han ägnade sig också åt trädgårdsodling och drev ett getmejeri.  
Tillsammans med Anders Backman startade han år 1906 årsboken Jämten, som fortfarande utges, men sedan 1913 av Jämtlands läns museum Jamtli och föreningen Heimbygda.
Erik "Äcke" Olsson begravdes på Myssjö kyrkogård.

## Övrigt

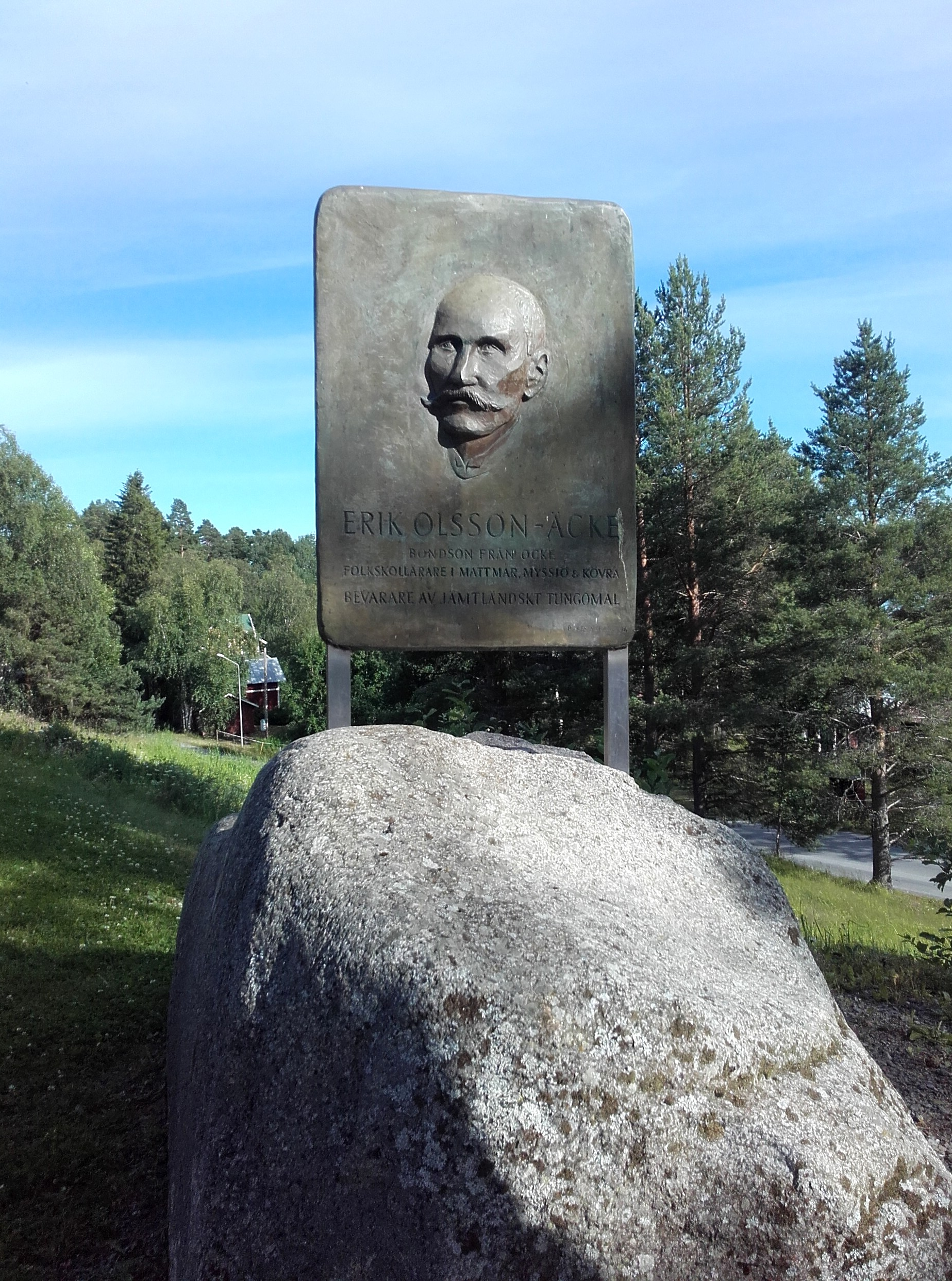
Minnesstenen med reliefen.

Trubaduren H.P. Burman tonsatte under 1970-talet flera av hans dikter, bland annat "E Jamtlandstaus".
Vid Ocke bygdegård finns sedan 1997 en minnessten med en relief i brons av författaren, skapad av jämtlandskonstnären Batte Sahlin. Då bildades även föreningen Äckesällskapet, vars verksamhet dock lades ner år 2014.

### Webbkällor
- Bo Oscarsson, Erik "Äcke" Olsson, 2006